# ماري غونزاغا ليهي
ماري غونزاغا ليهي (بالإنجليزية: Mary Gonzaga Leahy)‏ هي راهبة نيوزيلندية، ولدت في 12 يونيو 1870، وتوفيت في 17 يناير 1958.